# Vladimir Motyl
Vladimir Jakovlevitj Motyl (født 26. juni 1927, død 21. februar 2010) var en russisk filminstruktør og manuskriptforfatter,
Han blev født i Hviderusland, som på det tidspunkt var en del af Sovjetunionen. Hans far var polsk immigrant. Vladimir Motyl studerede på Sverdlovsk Institut for Teater og arbejdede omkring 10 år på forskellige teatre i Ural og Sibirien.
I 1963 lavede han sin første film, en film som blev mødt med stor succes.
Hans anden film Zjenja, Zjenetsjka, en romantisk komediedrama, blev ligeledes en stor succes og blev kendt som den mest populære sovjetiske film nogensinde. Hans film Ørkenens hvide sol fra 1970 anses som en russisk klassiker. 